# Rhaebo nasicus
Rhaebo nasicus es una especie de anfibio anuro de la familia Bufonidae.

## Distribución geográfica
Esta especie habita entre los 500 y 1350 m de altitud:
- en el oriente de Venezuela en el estado de Bolívar;
- en el noroeste de Guyana.[4]

Su presencia es incierta en Brasil.

## Publicación original
- Werner, 1903 : Neue Reptilien und Batrachier aus dem naturhistorischen Museum in Brüssel. Zoologischer Anzeiger, vol. 26, p. 246-253[5]